# Аманда Бірд
Аманда Рей Бірд (англ. Amanda Ray Beard, 29 жовтня 1981) — американська плавчиня, олімпійська чемпіонка.

## Виступи на Олімпіадах
| Олімпіада    | Дисципліна                      | Місце |
| ------------ | ------------------------------- | ----- |
| Атланта 1996 | плавання на 100 метрів брасом   | 2     |
| Атланта 1996 | плавання на 200 метрів брасом   | 2     |
| Атланта 1996 | комплексна естафета 4 × 100     | 1     |
| Сідней 2000  | плавання на 200 метрів брасом   | 3     |
| Афіни 2004   | плавання на 100 метрів брасом   | 4     |
| Афіни 2004   | плавання на 200 метрів брасом   | 1     |
| Афіни 2004   | 200 метрів, комплексне плавання | 2     |
| Афіни 2004   | комплексна естафета 4 × 100     | 2     |
| Пекін 2008   | плавання на 200 метрів брасом   | 18    |